# Гео Милев (квартал)
Вижте пояснителната страница за други значения на Гео Милев.
„Гео Милев“ е квартал на София, район „Слатина“, носещ името на българския поет и публицист Гео Милев.
Намира се на около 3 километра от центъра на града, с който е свързан чрез булевардите „Цариградско шосе“ и „Шипченски проход“, преминаващ в ул. „Цар Иван Асен ІІ“. Граничи с кварталите Редута, Слатина, Изток и ж.к. „Яворов“. Неговите граници са бул. „Ситняково“ на запад, улици „Коста Лулчев“ и „Христо Чернопеев“ на изток, парк „Гео Милев“ на север и бул. „Цариградско шосе“ на юг.
Застроен е предимно с по-стари тухлени сгради, но има и много ново строителство. В квартала се намират сградата на Министерството на външните работи, зала „Универсиада“, Главпроект, църквата „Св. Троица“, парк „Гео Милев“, пазар „Ситняково“, параклисът „Свети Мина“, румънското, индийското, израелското, черногорското, босненското и други посолства. Също така на територията му има множество ресторанти, кафенета, пицарии, барове, хотели, сладкарници и зелени площи.

## История
На територията на квартал „Гео Милев“ се намират останките на Слатинското неолитно селище, един от ранните археологически обекти на територията на София. То заема площ от около 80 декара.
Кварталът започва да се застроява около оформящия се бул. „Княз Кирил Преславски“ (сега ул. „Гео Милев“) през 1930-те години източно от кв. „Царица Йоанна“ (днес кв. „Изток“) и „Цариградско шосе“, като на изток тогава се доближава до бившето село (сега квартал) Слатина, разположено край Слатинска река.
„Гео Милев“ е сред най-бързо развиващите се съвременни софийски квартали. Цените на имотите и наемите са сред най-високите в София.

## Обекти
На територията на Гео Милев са разположени множество училища, хотели, търговски, културни и други обекти:
- 31 СУЧЕМ „Иван Вазов“
- 93 СУ „Александър Теодоров-Балан“
- 138 СУ „Проф. Васил Златарски“
- Институт за чуждестранни студенти (ИЧС)

- храм „Св. Троица“;
- централа на ЦКБ (бивш хотел „Плиска“);
- хотел „Триада“;
- хотел „Европа“;
- хотел „Ганеша“;
- хотел „Rotastar“;
- хотел „Рай“;
- Базар Плиска;
- зала „Универсиада“;
- пазар „Ситняково“;
- мол Galaxy Trade Center;
- Скай сити мол на ул. Коста Лулчев 52;
- Народно читалище „П. К. Яворов-1920“;
- поликлиника – 22 ДКЦ;
- Посолство на Китай;
- посолство на Румъния;
- 1 РПУ;
- 56 дневни детски ясли Калина;
- 67 ОДЗ „Мечо Пух“;
- Читалище „Свети Георги Победоносец“;
- Посолство на Босна и Херцеговина;
- Посолство на Израел;
- Посолство на Черна гора;
- Посолство на Колумбия;
- 183 ЦДГ „Щастливо детство“;
- Агенция по вписванията;
- 168 ЦДГ Слънчогледи;

## Паметници
| Снимка | Паметник на...                                        | Вид паметник  | Адрес                                           | Година              | Автор | Детайли                                                                 | № в Регистър | Източници |
| ------ | ----------------------------------------------------- | ------------- | ----------------------------------------------- | ------------------- | ----- | ----------------------------------------------------------------------- | ------------ | --------- |
|        | Павел Т. Лилов (13.07.1908 – 02.07.1943)              | паметна плоча | София, кв. „Гео Милев“, ул. „Калина Малина“ № 6 | период: 1944 – 1989 |       | Плоча, апликирана на фасадата на читалище „Св. Георги Победоносец 1999“ | 359          |           |
|        | Людмил Кирков                                         | паметна плоча | София, кв. „Гео Милев“, ул. „Хемус“ № 2         | 2015-05-23          |       | Плоча, апликирана на фасадата до входа                                  | 360          | [ 3 ]     |
|        | Владимир Башев                                        | паметна плоча | София ул. „Гео Милев“, бл. 79 вх. Г             | период: 1944 – 1989 |       | Апликирана композиция от три елемента на южната фасада на сградата      | 361          |           |
|        | Бончо Бочев (1899 – 1975) Лиляна Бочева (1924 – 2005) | паметна плоча | София ул. „Гео Милев“, бл. 79 вх. Д             | 2006                |       | С решение № 400 / 25.05.2006 на СОС                                     | 362          | [ 4 ]     |

## Транспорт
Кварталът се обслужва от следните линии на градския транспорт:
- автобусни линии: 9, 72, 73, 76, 84, 120, 184, 204, 213, 280, 305 и 604;
- трамвайни линии: 20 и 21;
- тролейбусни линии: 3, 4, 5 и 11.

Спирките на някои от тези линии се намират в покрайнините на квартала, най-вече районите около бул. „Цариградско шосе“ (бивш хотел Плиска). Останалата част на ж.к. „Гео Милев“ се обслужва най-добре от трамвайна линия 20, минаващи по бул. „Шипченски проход“ през средата на квартала, както и, отчасти, от автобусна линия 72 и автобус 9, който преминава през целия квартал по ул. Гео Милев и с последна спирка в кв. Слатина.
През ноември 2023 година започна строителството на разширението на Линия 3 от софийското метро, която минава през квартала и го обезпечава с две метро спирки. Планът за разширението на метрото предвижда първата метро спирка от Линия 3, която попада на територията на квартал „Гео Милев“, да се намира на кръстовището на бул. „Ситняково“ и ул, „Гео Милев“, а втората метро спирка – на кръстовището на ул. „Гео Милев“ и ул. „Николай Коперник“.

## Улици и произход на имената им
| Път                      | Наречен на                                                          | Местоположение |
| ------------------------ | ------------------------------------------------------------------- | -------------- |
| „105“                    | –                                                                   | Карта          |
| „110“                    | –                                                                   | Карта          |
| „22 Септември“           | Обявяване на независимостта на България (1908), историческо събитие | Карта          |
| „Акад. Георги Бончев“    | Георги Бончев (1866 – 1955), геолог                                 | Карта          |
| „Акад. Никола Обрешков“  | Никола Обрешков (1896 – 1963), математик                            | Карта          |
| „Александър Жендов“      | Александър Жендов (1901 – 1953), художник и писател                 | Карта          |
| „Александър Фон Хумболт“ | Александър фон Хумболт (1769 – 1859), германски изследовател        | Карта          |
| „Алфред Нобел“           | Алфред Нобел (1833 – 1896), шведски инженер                         | Карта          |
| „Андрей Николов“         | Андрей Николов (1878 – 1959), скулптор                              | Карта          |
| „Асен Йорданов“          | Асен Йорданов (1896 – 1967), инженер                                | Карта          |
| „Атанас Узунов“          | Атанас Узунов (1851 – 1907), революционер                           | Карта          |
| „Благородна“             | ?                                                                   | Карта          |
| „Борис Христов“          | Борис Христов (1914 – 1993), певец                                  | Карта          |
| „Българка“               | Българи, етническа група                                            | Карта          |
| „Венера“                 | Венера, планета                                                     | Карта          |
| „Виница“                 | Виница, град в Северна Македония                                    | Карта          |
| „Владимир Башев“         | Владимир Башев (1935 – 1967), поет                                  | Карта          |
| „Галилео Галилей“        | Галилео Галилей (1564 – 1642), италиански физик                     | Карта          |
| „Генерал Сан Мартин“     | Хосе де Сан Мартин (1778 – 1850), аржентински революционер          | Карта          |
| „Гео Милев“              | Гео Милев (1895 – 1925), поет                                       | Карта          |
| „Голаш“                  | Голаш, връх в Северна Македония                                     | Карта          |
| „Горазд“                 | Горазд (IX век), великоморавски духовник                            | Карта          |
| „Едисон“                 | Томас Едисън (1847 – 1931), американски изобретател                 | Карта          |
| „Елисавета Багряна“      | Елисавета Багряна (1893 – 1991), поетеса                            | Карта          |
| „Загоричане“             | Загоричани, село в Костурско, Гърция                                | Карта          |
| „Иван Димитров-Куклата“  | ?                                                                   | Карта          |
| „Калиманци“              | Калиманци, село във Винишко, Северна Македония                      | Карта          |
| „Калина Малина“          | Калина Малина (1898 – 1979), писателка                              | Карта          |
| „Климент Денчев“         | Климент Денчев (1939 – 2009), актьор                                | Карта          |
| „Коста Лулчев“           | Коста Лулчев (1882 – 1965), политик                                 | Карта          |
| „Кочани“                 | Кочани, град в Северна Македония                                    | Карта          |
| „Лидице“                 | Лидице, село в Чехия                                                | Карта          |
| „Лудвиг ван Бетховен“    | Лудвиг ван Бетховен (1770 – 1827), германски композитор             | Карта          |
| „Маестро Михайл Милков“  | Михаил Милков (1923 – 2003), хоров диригент                         | Карта          |
| „Манастирска“            | ?                                                                   | Карта          |
| „Михай Еминеску“         | Михай Еминеску (1850 – 1889), румънски писател                      | Карта          |
| „Николай Коперник“       | Николай Коперник (1473 – 1543), полски астроном                     | Карта          |
| „Новооткрита“            | ?                                                                   | Карта          |
| „Постоянство“            | Постоянство, добродетел                                             | Карта          |
| „Прелом“                 | ?                                                                   | Карта          |
| „Проф. Атанас Иширков“   | Анастас Иширков (1868 – 1937), географ и етнограф                   | Карта          |
| „Проф. Георги Павлов“    | Георги Павлов (1881 – 1945), ветеринарен лекар                      | Карта          |
| „Разлъка“                | ?                                                                   | Карта          |
| „Светлоструй“            | „Светлоструй“, вестник                                              | Карта          |
| „Симеонов век“           | Златен век (IX – X век), исторически период                         | Карта          |
| „Сирак скитник“          | Сирак Скитник (1883 – 1943), писател и художник                     | Карта          |
| „Ситняково“              | „Ситняково“, хижа в Самоковско                                      | Карта          |
| „Стефан Киров“           | ?                                                                   | Карта          |
| „Съединение“             | Съединение на България (1885), историческо събитие                  | Карта          |
| „Трудолюбие“             | Трудолюбие, добродетел                                              | Карта          |
| „Хемус“                  | Стара планина, планина в България и Сърбия                          | Карта          |
| „Христо Максимов“        | Христо Максимов (1867 – 1902), писател                              | Карта          |
| „Христо Чернопеев“       | Христо Чернопеев (1868 – 1915), революционер                        | Карта          |
| „Хубавка“                | ?                                                                   | Карта          |
| „Цариградско шосе“       | Истанбул, град в Турция                                             | Карта          |
| „Цветан Радославов“      | Цветан Радославов (1863 – 1931), общественик                        | Карта          |
| „Чар“                    | ?                                                                   | Карта          |
| „Черковна“               | „Света Богородица“, местна църква                                   | Карта          |
| „Шипченски проход“       | Шипченски проход, проход в Стара планина                            | Карта          |